# Feodora Sasko-Meiningenská (1879–1945)
Feodora Sasko-Meiningenská (Feodora Viktorie Augusta Marianna Marie, 12. května 1879, Postupim – 26. srpna 1945, Jelení Hora) byla jediným potomkem Bernarda III., vévody Sasko-meiningenského a jeho manželky Šarloty, vnučky britské královny Viktorie. Právě Feodora byla úplně první pravnučkou královny Viktorie. Roku 1898 si vzala Jindřicha XXX. Reusse z Kestřic, se kterým ale neměla žádné děti. Svůj život ukončila ve věku šestašedesáti let sebevraždou.

## Život

### Mládí

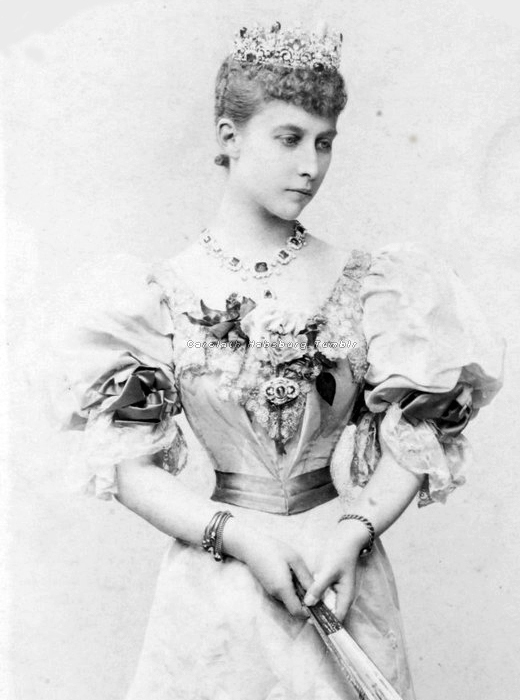
Feodořina matka Šarlota Pruská

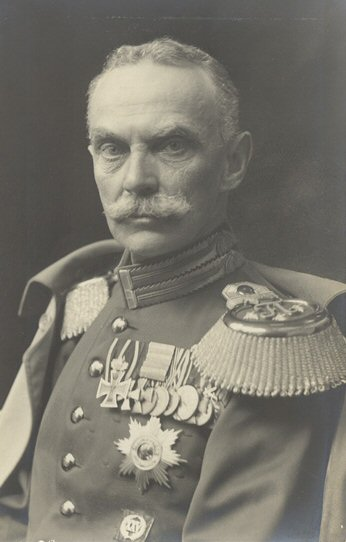
Feodořin otec Bernard III. Sasko-Meiningenský

Feodora Viktorie Augusta Marianna Marie se narodila 12. května 1879 jako jediný potomek Bernarda III. a jeho manželky Šarloty. Stala se tak první pravnučkou královny Viktorie. Šarlota Pruská ale nebyla příliš dobrou matkou, naopak ráda navštěvovala bankety a různé společenské akce. Byla známá i svým odmítavým postojem k dalšímu těhotenství, proto bylo již od počátků jasné, že Feodora bude jedináček; pokud se tedy její otec Bernard znovu neožení. To se ale nestalo a Feodora musela vyrůstat osamoceně, většinu času bez matky, která ráda cestovala a nechávala svoji dceru u Viktorie, tedy u Feodořiny babičky. Viktorii to ale nevadilo, naopak, prohlašovala, že čas se svojí vnučkou tráví velmi ráda. Údajně prý také řekla, že „Feodora je opravdu hodné dítě a zvládnout ji je mnohem snazší, než její matku.“
Již v raném dětství si Viktorie všímala, že s Feodorou pravděpodobně nebude něco v pořádku. Měla mezery ve výchově, ale strach měla především o její vzhled a duševní vývoj. Ve třinácti letech prý byla Feodora slaboduchá a enormně malého vzrůstu. Místo státnických věcí raději probírala módu. Viktorie kladla na vzdělávání velký důraz a obvinila dívčiny rodiče z toho, že se o dceru vůbec nestarají.
Královna Viktorie, Feodořina prababička, svoji pravnučku velmi milovala. V červnu 1887 celá rodina slavila 50. let vládnutí královny Viktorie v Londýně. Zatímco Feodořiny rodiče zůstávali v Buckinghamském paláci, ona pobývala se svojí mladší sestřenicí Alicí z Battenbergu v domě vévodkyně Šarloty Montagu Douglas Scottové. V dopisu pro korunní princeznu označila královna Viktorie svoji pravnučku jako „sladkou Feo“.

### Manželství

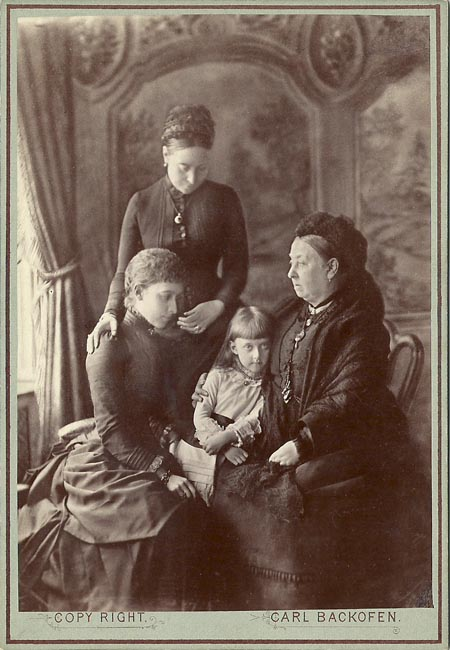
Rodinná fotografie: královna Viktorie (vpravo), Šarlota (nahoře), Viktorie (vlevo) a malá Feodora (uprostřed)

Jak Feodora rostla, začaly kolovat zvěsti o možných vdavkách. Jako nápadník se navrhl například o šestatřicet let starší Petr I. Karađorđević. Tato nabídka však měla jen politický podtext: Petr tak mohl podpořit svůj nárok na srbský trůn, pokud by měl mladou, plodnou manželku z vlivné rodiny. Petra ale jako ženicha odmítla Feodořina matka Šarlota, se slovy, že pro takový trůn je Feodora moc dobrá. Dalším možným nápadníkem ale byl i Feodořin bratranec Alfréd Sasko-Koburský, který ale předčasně zemřel ve čtyřiadvaceti letech.
Několik měsíců po návratu z diamantového výročí vládnutí královny Viktorie (červen 1897) se Feodora zasnoubila s Jindřichem XXX. Reussem z Kestřic. Oficiálně byly zásnuby oznámeny až v říjnu toho roku. Na začátku roku 1898 zemřel Jindřichův otec, což způsobilo dočasný odklad svatby a dokonce se spekulovalo o zrušení celých zásnub. Tyto teorie se ale ukázaly jako nepravdivé a 26. září 1898 se ve Vratislavi pár vzal. Obřad byl proveden podle luteránských způsobů.
Jindřich, který byl o patnáct let starší než jeho družka, vedl v Brunšviku pěší pluk č. 92, který však nebyl zvlášť významný ani dobrý. Feodořina babička Viktorie, zvaná také Vicky, byla výběrem ženicha velmi překvapená, zvláště kvůli jeho nízkému postavení, ale také podotkla, že se zdá, že se spolu pár opravdu šťastný. Feodora, jak zmiňuje historik John Van der Kiste, byla do Jindřicha skutečně zamilovaná a navíc chtěla co nejdříve opustit své rodiče.
Poté, co se pár vrátil z líbánek, strávil Jindřich většinu času ve službě, zatímco Feodora se často objevovala ve společnosti. Zajímala se o literaturu, operu a divadlo, čemuž se věnovala především v Berlíně. Také svého manžela doprovázela, když s plukem cestoval po celém Německu. Na rozdíl od matky Šarloty, Feodora si dítě velmi přála. Nicméně, její přání zůstalo nenaplněno a manželství zůstalo bezdětné.

### Pozdější léta
Feodora po většinu svého života trpěla špatným zdravotním stavem; stejně jako její matka, i babička Viktorie. Mezi její nejčastější problémy patřily závratě, nespavost, různé bolesti, paralýza... Podstoupila několik procedur a operací, které měly vyřešit její neplodnost i jiné problémy, avšak bez úspěchu.
Roku 1900 navštívila Feodora hrad Windsor, což bylo naposledy, kdy viděla svoji prababičku Viktorii. Ta následují rok zemřela. Jindřich se královnina pohřbu zúčastnil, avšak Feodoře to její zdravotní stav nedovolil. Feodora ze svého zdravotního stavu vinila malárii, avšak její matka Šarlota tomu nevěřila a nařkla Jindřicha, že na ni přenesl nějakou pohlavní chorobu, což ale Feodora zuřivě odmítala. Roku 1903 se pak pár přestěhoval do Flensburgu, kde žili v menším domku. Feodora zjistila, že místní klima má pozitivní vliv na její zdraví a za vidinou brzkého otěhotnění brala pilulky arsenu a thoria. To přivodilo další bolesti, především migrény a bolesti zubů. V říjnu 1904 pravděpodobně onemocněla chřipkou, což bylo, v té době, onemocnění velmi vážné. Ona se ale uzdravila a znovu se všemožně snažila o zvětšení šance na otěhotnění, navštěvovala také několik soukromých klinik.

### Dvě světové války
S vypuknutím první světové války byl Jindřich poslán na frontu, zatímco jeho manželka si otevřela malou nemocnici, kde léčila zraněné vojáky. Tehdy se začaly vztahy mezi Feodorou a Jindřichem zhoršovat, protože Jindřich s jejím počínáním nesouhlasil; prý ji příliš zatěžuje a stresuje.
Po válce a porážce Německa přišel Feodořin otec Bernard o Sasko-meiningenské vévodství. Po tom, co přišla rodina o tituly, přestali se lidé o jejich život zajímat a proto o něm nemáme příliš zpráv. Feodora trávila poslední roky svého života v sanatoriu Buchwald-Hohenwiese v blízkosti tehdejšího saského města Hirschberg (dnes Jelení Hora). Dne 26. srpna 1945 spáchala sebevraždu a byla pohřbena ve městě Kowary.

## Vývod z předků
|                            |                                    |  |                     |                                          |  |  |  |  |  |  |  | Jiří I. Sasko-Meiningenský |
|                            |                                    |  |                     |                                          |  |  |  |  |  |  |  |                            |
|                            | Bernard II. Sasko-Meiningenský     |  |                     |                                          |  |  |  |  |  |  |  |                            |
|                            |                                    |  |                     |                                          |  |  |  |  |  |  |  |                            |
|                            |                                    |  |                     | Luisa Eleonora Hohenlohe-Langenburská    |  |  |  |  |  |  |  |                            |
|                            |                                    |  |                     |                                          |  |  |  |  |  |  |  |                            |
|                            | Jiří II. Sasko-Meiningenský        |  |                     |                                          |  |  |  |  |  |  |  |                            |
|                            |                                    |  |                     |                                          |  |  |  |  |  |  |  |                            |
|                            |                                    |  |                     | Vilém II. Hesenský                       |  |  |  |  |  |  |  |                            |
|                            |                                    |  |                     |                                          |  |  |  |  |  |  |  |                            |
|                            | Marie Frederika Hesensko-Kasselská |  |                     |                                          |  |  |  |  |  |  |  |                            |
|                            |                                    |  |                     |                                          |  |  |  |  |  |  |  |                            |
|                            |                                    |  |                     | Augusta Pruská                           |  |  |  |  |  |  |  |                            |
|                            |                                    |  |                     |                                          |  |  |  |  |  |  |  |                            |
|                            | Bernard III. Sasko-Meiningenský    |  |                     |                                          |  |  |  |  |  |  |  |                            |
|                            |                                    |  |                     |                                          |  |  |  |  |  |  |  |                            |
|                            |                                    |  |                     | Fridrich Vilém III.                      |  |  |  |  |  |  |  |                            |
|                            |                                    |  |                     |                                          |  |  |  |  |  |  |  |                            |
|                            | Albrecht Pruský                    |  |                     |                                          |  |  |  |  |  |  |  |                            |
|                            |                                    |  |                     |                                          |  |  |  |  |  |  |  |                            |
|                            |                                    |  |                     | Luisa Meklenbursko-Střelická             |  |  |  |  |  |  |  |                            |
|                            |                                    |  |                     |                                          |  |  |  |  |  |  |  |                            |
|                            | Šarlota Pruská                     |  |                     |                                          |  |  |  |  |  |  |  |                            |
|                            |                                    |  |                     |                                          |  |  |  |  |  |  |  |                            |
|                            |                                    |  |                     | Vilém I. Nizozemský                      |  |  |  |  |  |  |  |                            |
|                            |                                    |  |                     |                                          |  |  |  |  |  |  |  |                            |
|                            | Marianna Oranžská                  |  |                     |                                          |  |  |  |  |  |  |  |                            |
|                            |                                    |  |                     |                                          |  |  |  |  |  |  |  |                            |
|                            |                                    |  |                     | Vilemína Pruská                          |  |  |  |  |  |  |  |                            |
|                            |                                    |  |                     |                                          |  |  |  |  |  |  |  |                            |
| Feodora Sasko-Meiningenská |                                    |  |                     |                                          |  |  |  |  |  |  |  |                            |
|                            |                                    |  |                     |                                          |  |  |  |  |  |  |  |                            |
|                            |                                    |  | Fridrich Vilém III. |                                          |  |  |  |  |  |  |  |                            |
|                            |                                    |  |                     |                                          |  |  |  |  |  |  |  |                            |
|                            | Vilém I. Pruský                    |  |                     |                                          |  |  |  |  |  |  |  |                            |
|                            |                                    |  |                     |                                          |  |  |  |  |  |  |  |                            |
|                            |                                    |  |                     | Luisa Meklenbursko-Střelická             |  |  |  |  |  |  |  |                            |
|                            |                                    |  |                     |                                          |  |  |  |  |  |  |  |                            |
|                            | Fridrich III. Pruský               |  |                     |                                          |  |  |  |  |  |  |  |                            |
|                            |                                    |  |                     |                                          |  |  |  |  |  |  |  |                            |
|                            |                                    |  |                     | Karel Fridrich Sasko-Výmarsko-Eisenašský |  |  |  |  |  |  |  |                            |
|                            |                                    |  |                     |                                          |  |  |  |  |  |  |  |                            |
|                            | Augusta Sasko-Výmarská             |  |                     |                                          |  |  |  |  |  |  |  |                            |
|                            |                                    |  |                     |                                          |  |  |  |  |  |  |  |                            |
|                            |                                    |  |                     | Marie Pavlovna Romanovová                |  |  |  |  |  |  |  |                            |
|                            |                                    |  |                     |                                          |  |  |  |  |  |  |  |                            |
|                            | Šarlota Pruská                     |  |                     |                                          |  |  |  |  |  |  |  |                            |
|                            |                                    |  |                     |                                          |  |  |  |  |  |  |  |                            |
|                            |                                    |  |                     | Arnošt I. Sasko-Kobursko-Saalfeldský     |  |  |  |  |  |  |  |                            |
|                            |                                    |  |                     |                                          |  |  |  |  |  |  |  |                            |
|                            | Albert Sasko-Kobursko-Gothajský    |  |                     |                                          |  |  |  |  |  |  |  |                            |
|                            |                                    |  |                     |                                          |  |  |  |  |  |  |  |                            |
|                            |                                    |  |                     | Luisa Sasko-Gothajsko-Altenburská        |  |  |  |  |  |  |  |                            |
|                            |                                    |  |                     |                                          |  |  |  |  |  |  |  |                            |
|                            | Viktorie Sasko-Koburská            |  |                     |                                          |  |  |  |  |  |  |  |                            |
|                            |                                    |  |                     |                                          |  |  |  |  |  |  |  |                            |
|                            |                                    |  |                     | Eduard August Hannoverský                |  |  |  |  |  |  |  |                            |
|                            |                                    |  |                     |                                          |  |  |  |  |  |  |  |                            |
|                            | Královna Viktorie                  |  |                     |                                          |  |  |  |  |  |  |  |                            |
|                            |                                    |  |                     |                                          |  |  |  |  |  |  |  |                            |
|                            |                                    |  |                     | Viktorie Sasko-Kobursko-Saalfeldská      |  |  |  |  |  |  |  |                            |
|                            |                                    |  |                     |                                          |  |  |  |  |  |  |  |                            |